# Evgeniy Klimov
Pour les articles homonymes, voir Klimov (homonymie).
Evgeniy Dmitrievitch Klimov (en russe : Евгений Дмитриевич Климов), né le 3 février 1994 à Perm, est un coureur du combiné nordique et sauteur à ski russe, actif en compétitions internationales à partir de 2011. Il est le premier sauteur masculin russe vainqueur en Coupe du monde.

## Carrière
Il fait ses premiers pas dans une compétition internationale en 2011 en courant au Festival olympique de la jeunesse européenne et dans la Coupe continentale en 2012, où il marque ses premiers points.
Lors des Championnats du monde junior de ski nordique 2014, il est médaillé de bronze dans la compétition individuelle de saut à ski et termine quatrième du sprint en combiné nordique.
En Coupe du monde de combiné nordique, il a fait ses débuts à Kuusamo en décembre 2013, où il marqué son premier point en arrivant trentième en individuel, qui restera sa seule performance dans le top trente.
Son meilleur résultat individuel en Championnat du monde est une quarante-neuvième place obtenue à Val di Fiemme en 2013.
Aux Jeux olympiques, son meilleur résultat est une quarante-cinquième place obtenue à Sotchi en 2014 (il se classe troisième sur la section de saut), où il est aussi neuvième avec le relais, alors qu'il échoue à se faire sélectionnéer dans l'équipe de saut à ski. Il obtient un titre de champion de Russie sur le sprint cet hiver.
Après la saison 2014-2015, il s'investit seulement sur le saut à ski et délaisse le combiné. En 2015, il prend part notamment aux Championnats du monde à Falun (35e) et se classe troisième du concours individuel et premier par équipes à l'Universiade en Slovaquie.
En saut à ski, il est plus récompensé internationalement, obtenant son premier podium lors de la Tournée des quatre tremplins, à Innsbruck en janvier 2017, derrière deux Norvégiens. En 2018, il prend part aux Jeux olympiques de Pyeongchang en saut à ski, se classant 26e et 30e en individuel. Quelques mois plus tard, il est le vainqueur de sa première compétition dans l'élite, le Grand Prix d'été, enlevant la manche de Courchevel et le classement général.
Evgeniy Klimov remporte la première épreuve individuelle de saut à ski de la saison 2018-2019 le dimanche 18 novembre 2018 à Wisla, en Pologne,, soit le premier Russe vainqueur en Coupe du monde. Plusieurs semaines plus tard, il est deuxième du concours de vol à ski à Oberstdorf, avant d'établir son meilleur classement général dans la Coupe du monde avec le douzième rang. Aux Championnats du monde 2019, il est dix-huitième au grand tremplin.
En fin d'année 2020, il est neuvième lors du championnat du monde de vol à ski à Planica.

## Palmarès en saut à ski

### Jeux olympiques
| Épreuve / Édition | Pyeongchang 2018                 | Pékin 2022                         |
| Petit tremplin    | 30e                              | 5e                                 |
| Grand tremplin    | 26e                              | 19e                                |
| Par équipes       | 7e                               | 7e                                 |
| Par équipes mixte | Épreuve inexistante à cette date | Médaille d'argent, Jeux olympiques |

### Championnats du monde
| Épreuve / Édition  | Falun 2015 | Lahti 2017 | Seefeld 2019 |
| Petit tremplin     | -          | 22e        |              |
| Grand tremplin     | 35e        | 20e        | 18e          |
| Par équipes        | -          | 9e         | 9e           |
| Par équipes mixtes | -          | 6e         |              |

### Championnats du monde de vol à ski
| Épreuve / Édition | Planica 2020 |
| Individuel        | 9e           |
| Par équipes       | 7e           |

### Coupe du monde
- Meilleur classement général : 12e en 2019.
- 3 podiums individuels : 1 victoire, 1 deuxième place et 1 troisième place.

#### Classements généraux annuels
| Année     | Rang |
| 2015-2016 | 56e  |
| 2016-2017 | 17e  |
| 2017-2018 | 65e  |
| 2018-2019 | 12e  |
| 2019-2020 | 31e  |
| 2020-2021 | 35e  |
| 2021-2022 | 34e  |

#### Victoires individuelles
| Année     | Lieu            |
| 2018-2019 | Wisła (Pologne) |

### Championnats du monde junior
| Épreuve / Édition | Liberec 2013 | Val di Fiemme 2014 |
| Individuel        | -            | Bronze             |
| Par équipes       | 7e           | -                  |

### Universiades
- Štrbské Pleso 2015 :
  -  Médaille d'or par équipes.
  -  Médaille de bronze en individuel.

### Grand Prix
- Vainqueur du classement en 2018.
- 9 podiums individuels, dont 1 victoire.

### Coupe continentale
- 5 podiums, dont 2 victoires.

## Palmarès en combiné nordique

### Jeux olympiques
| Épreuve / Édition        | Sotchi 2014 |
| Gundersen petit tremplin | 45e         |
| Gundersen grand tremplin | —           |
| Par équipes              | 9e          |

### Championnats du monde
| Épreuve / Édition | Épreuve / Édition | Val di Fiemme 2013 |
| Gundersen PT      | Gundersen PT      | -                  |
| Gundersen GT      | Gundersen GT      | 49e                |
| Par équipes       | PT                | 12e                |
| Par équipes       | sprint GT         | -                  |

Légende : PT = petit tremplin, GT = grand tremplin

### Coupe du monde
- Meilleur classement général : 80e en 2014.
- Meilleur résultat individuel : 30e.

#### Différents classements en Coupe du monde
| Année     | Classement général final |
| 2013-2014 | 80e                      |